# Calamoncosis aprica
Calamoncosis aprica är en tvåvingeart som först beskrevs av Johann Wilhelm Meigen 1830.  Calamoncosis aprica ingår i släktet Calamoncosis och familjen fritflugor. Arten är reproducerande i Sverige. Inga underarter finns listade i Catalogue of Life.